# Białka (dopływ Łososiny)
Białka – potok, lewy dopływ Łososiny o długości 12,8 km i powierzchni zlewni 47,76 km².
Źródła potoku znajdują się w miejscowości Wojakowa, na wysokości około 380 m na południowo-wschodnich stokach przełęczy oddzielającej Kobyłę od Rogozowej. Spływa w kierunku południowo-wschodnim szeroką doliną przez miejscowości Wojakowa, Porąbka Iwkowska, Kąty i Łęki, gdzie uchodzi do Łososiny na wysokości 239. Głównymi dopływami są potoki Dobrocieszka i Bela.
Białka tworzy naturalną granicę oddzielającą dwa mezoregiony: Beskid Wyspowy i Pogórze Wiśnickie. Do Beskidu Wyspowego należą orograficznie prawe zbocza doliny Białki ciągnące się od Kobyły przez Kopiec w południowo-wschodnim kierunku i opadające w duże zakole rzeki Łososiny w miejscowości Łososina Dolna. Lewe zbocza doliny Białki tworzy Rogozowa i odchodzące od niej pasmo Sołtysich Gór oraz wzgórza po północnej stronie miejscowości Łęki.
Zlewnia potoku znajduje się w Beskidzie Wyspowym i na Pogórzu Wiśnickim.